# Aeroportul Havre City-County
Aeroportul Havre City-County (IATA: HVR, ICAO: KHVR, FAA LID: HVR) este un aeroport din Montana, Statele Unite ale Americii ce deservește zona Havre⁠(d). Aeroportul a fost tranzitat în 2019 de 6.704 pasageri. A fost numit după zona deservită.
Situat la o altitudine de 790 m, aeroportul dispune de 2 piste.

## Infrastructură

### Piste
Aeroportul dispune de 2 piste. Pista 03/21 are suprafața de asfalt și dimensiunile 3.699 picioare × 60 picioare. Pista 08/26 are suprafața de asfalt și dimensiunile 5.205 picioare × 100 picioare. 